# Amundsen (Mondkrater)
Amundsen ist ein Einschlagkrater auf der Mondvorderseite in der Nähe des Südpols, südöstlich des Kraters Scott und nördlich von Faustini.
Der Krater weist am Rand ausgeprägte Terrassierungen auf, das Innere ist weitgehend eben mit einem Zentralberg, seine Entstehungszeit wird der nektarischen Periode zugerechnet.
Der Krater wurde 1964 von der IAU nach dem norwegischen Polarforscher Roald Amundsen offiziell benannt.

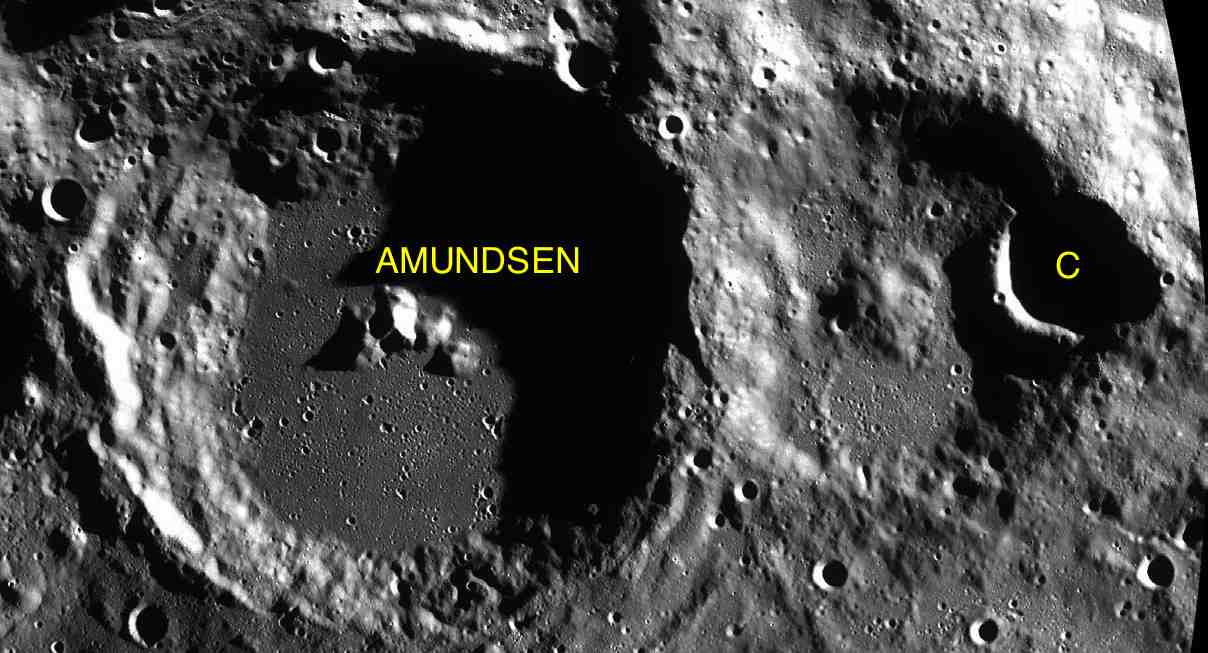
Amundsen und Nebenkrater Amundsen C

| Buchstabe | Position               | Durchmesser            | Link                   |
| --------- | ---------------------- | ---------------------- | ---------------------- |
| A         | Umbenannt in Hédervári | Umbenannt in Hédervári | Umbenannt in Hédervári |
| C         | 80,76° S, 85,66° O     | 26 km                  |                        |